# Электронный органайзер

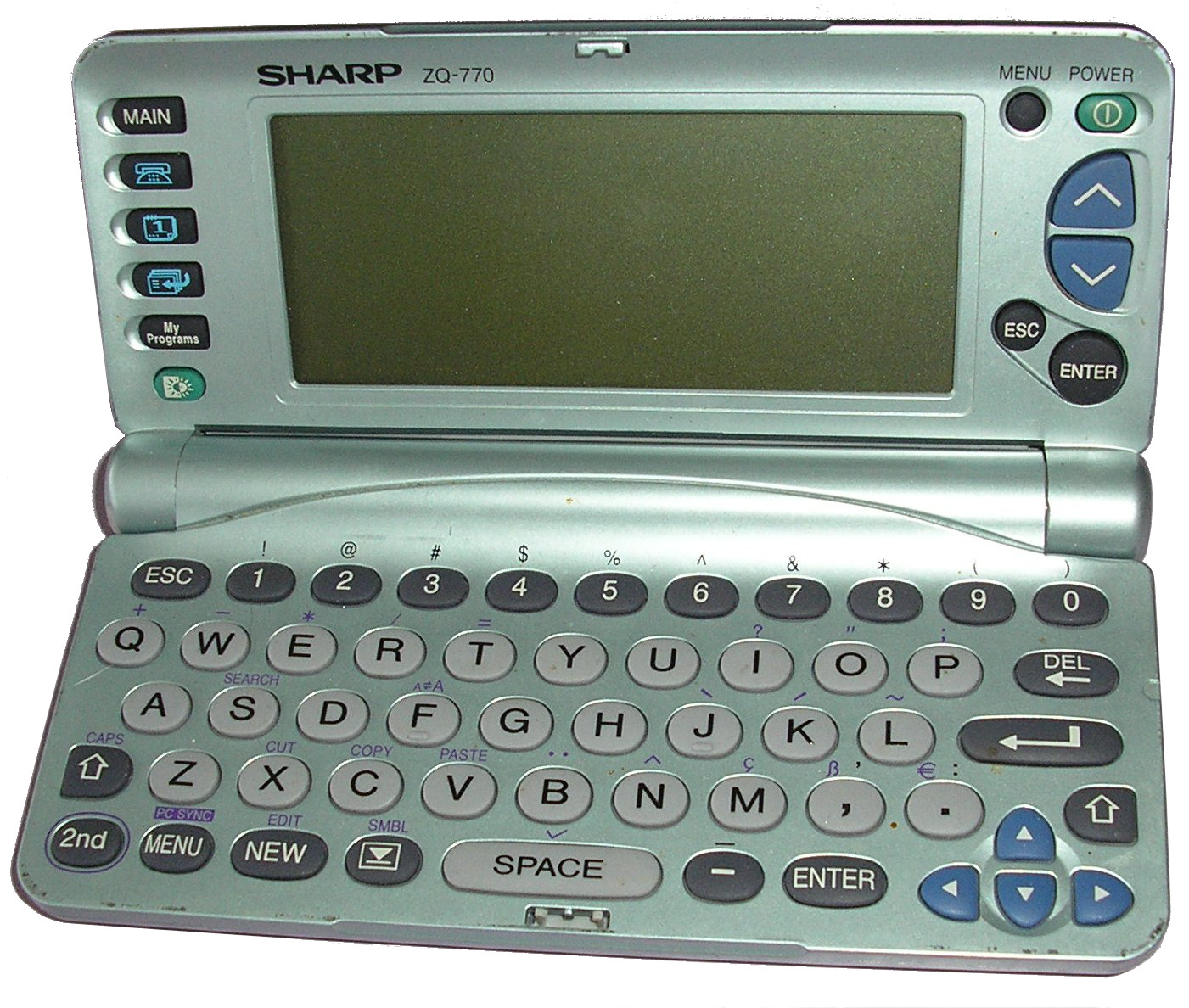
Открытая модель Sharp Electric Organizer (Sharp Wizard) ZQ-770.

Электронный органайзер — электронное устройство для планирования задач и хранения важной информации. Представляет собой небольшой компьютер размером с калькулятор с автономным питанием, часто со встроенным дневником и другими функциями, такими как адресная книга и календарь, заменяющими персональные органайзеры на бумажном носителе. Обычно он имеет небольшую буквенно-цифровую клавиатуру и жидкокристаллический экран с одной, двумя или тремя строками. Электронный дневник или органайзер был изобретен индийским бизнесменом Сатьяном Питродой в 1975 году, который считается одним из пионеров портативных компьютеров благодаря изобретению электронного дневника.
Они были очень популярны, особенно среди бизнесменов в 1990-х годах, но постепенно вышли из употребления из-за появления карманных компьютеров в 1990-х, персональных цифровых помощников в 2000-х и смартфонов в 2010-х, каждый из которых имеет более широкий набор функций.  

## История
В качестве метода улучшения человеческой памяти для сохранения данных на протяжении длительного времени использовалась бумага. Однако по мере увеличения количества записываемой информации поиск нужных данных становился затруднительным. При использовании блокнота, где владелец часто записывает вещи последовательно и сознательно не организует свои записи, по прошествии времени, работа с записями становится крайне сложной. И сам акт ведения заметок становится бессмысленным, ввиду того, что использование их крайне сложно. Возникла потребность в устройстве, которое могло бы организовывать информацию для удобства владельца.
Одним из ответов, которые японские производители калькуляторов придумали в середине 1980-х годов для удовлетворения этой потребности, стали электронные записные книжки. В 1983 году один за другим выпускались модели устройств компании Casio Computer и начиная с 1984 году выпуск подобных устройств освоила компания Sharp. Первоначально устройство использовались только как адресная книга, куда вводились номера телефонов и имена. 
Позже функции стали более сложными. Для пользователей японского рынка появились автоматическое преобразование форм записи: кана, кандзи, катакана. Далее стандартной функцией стал планировщик со встроенными часами, который подает сигнал будильника, когда наступает запланированное время. Стали возможны добавление и замена внешней памяти электронного словаря, а также игры ( реверси , Го и головоломки были предоставлены бизнесменам , чтобы скоротать время в путешествии), появилась информация о железнодорожных трансферах.
В начале 1990-х годов тенденция к повышению возможностей за счет дополнительных функций стала еще более интенсивной, и модели с различными дополнительными удобствами стали обычным явлением. Идея этих дополнительных функций заключается в том, что по мере того, как основной блок органайзера становится меньше, емкость хранилища ограничивается от нескольких килобайт до нескольких десятков килобайт. Новые же функции становятся доступны, если пользователь добавит некоторое количество ПЗУ для дополнительных функций.
Большинство электронных записных книжек с момента их первого появления и до начала 1990-х годов были оснащены кнопками или тонкопленочными переключателями (как те, что можно увидеть сегодня на калькуляторах с плоским экраном: когда пользователь нажимает на гладкую печатную поверхность, она слегка проминается, позволяя вводить данные). По мере развития функциональности разными компаниями были представлены компьютеры с сенсорной панелью.
С другой стороны, бумажная промышленность, которая традиционно производила бумажные планировщики, освоила выпуск папок-регистраторов, которыми можно пользоваться в течение длительного времени путем свободной замены страниц. Прототипом того, что сейчас называется папкой-регистратором, был блокнот с переплетом на 6 отверстий , выпущенный в Англии в 1920 году, но с конца 1980-х он постепенно завоевал популярность в Японии, а в середине 1990-х годов он стал очень популярным.
Компьютеры стали становиться более сложными в конце 1990-х годов и начали распространяться из офисов в домашние хозяйства. Предпочтения постепенно сместились в сторону мобильных информационных терминалов, поскольку они стоили столько же, сколько и сам ноутбук, а мобильные информационные терминалы зарубежных производителей включали в себя кабели для подключения к компьютерам. Компания Sharp последовала этому примеру и освоила производство более сложной электроники (КПК и т.п.).  Другие компании свернули свой бизнес в области электронных записных книжек, сосредоточив свое внимание на электронных словарях и электронных переводчиках.

## Функции разных электронных органайзеров
Хотя Casio была крупным игроком в области электронных органайзеров, существовало множество различных идей, заявок на патенты и производителей электронных органайзеров.  Rolodex, широко известная своими держателями учётных карточек в 1980-х годах, Sharp Electronics, в основном известная своими принтерами и аудиовизуальным оборудованием, и, наконец, Royal Electronics внесли большой вклад в развитие электронного органайзера в период его расцвета.
Psion — английская компания, известная как создатель электронного органайзера «Psion Organiser» в 1984 и серии карманных (портативных) компьютеров.

### Функции
- Телефонный справочник
- Электронный календарь для планирования важных дел, встреч и т.п.
- Функция заметок: текстовые данные, такие как прайс-листы, расписания самолетов и многое другое.
- Список дел: отслеживание ежедневные задачи, с функцией отметок пунктов по мере их выполнения.
- Мировое время: узнайте текущее время практически в любой точке земного шара.
- Секретная область памяти. Секретная область памяти обеспечивает конфиденциальность личных данных. После указания пароля данные блокируются до тех пор, пока пароль не будет использован для доступа к секретной области.
- Будильник
- Функция метрического преобразования: преобразование метрических единиц в другие единицы измерения (килограммы в фунты и т.д. и т.п.).
- Функция конвертации валюты
- Игры: на некоторых устройствах есть такие игры, как покер или блэкджек.

## Галерея

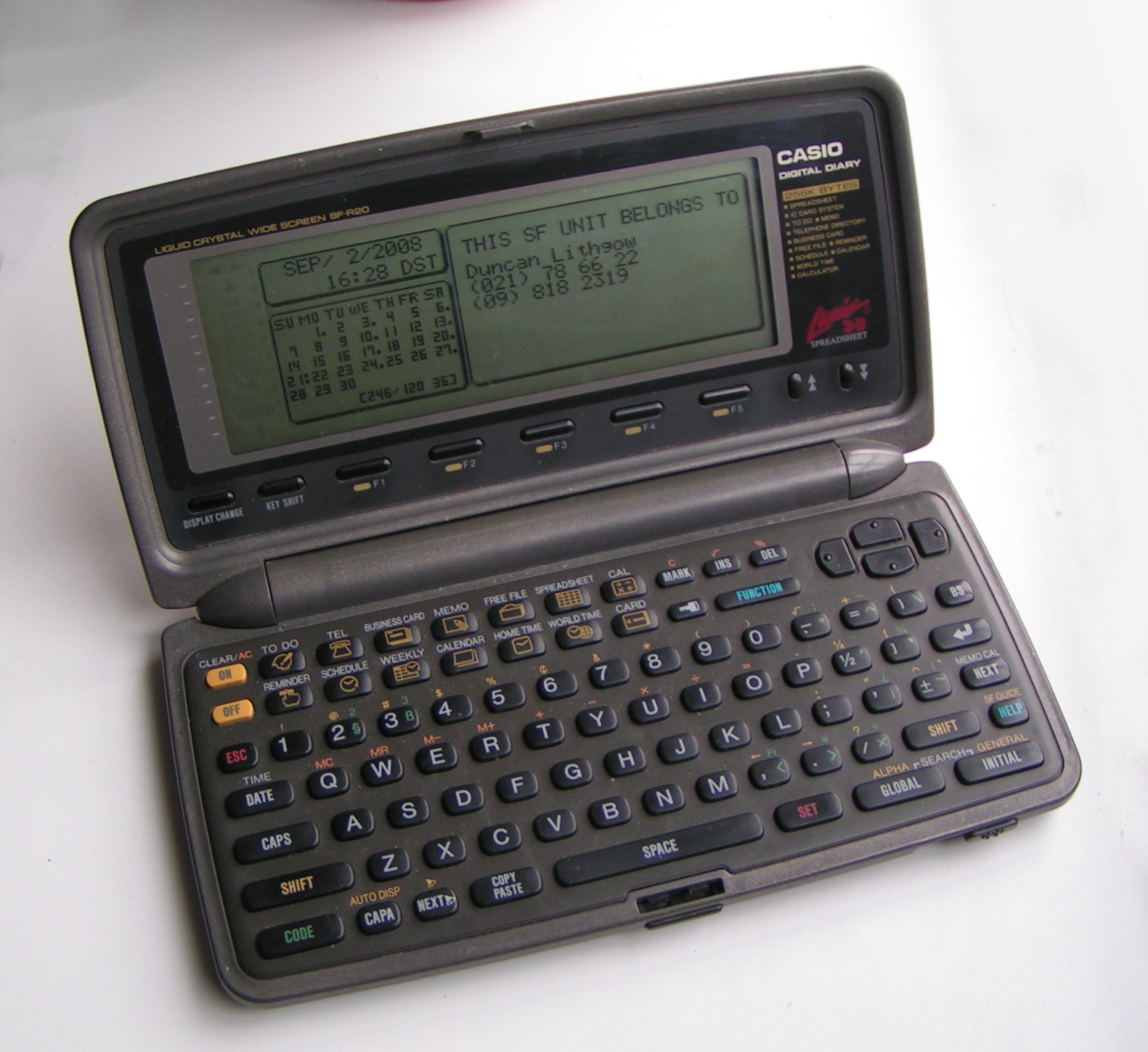
Цифровой дневник Casio SF-R20 с 256 КБ ОЗУ, примерно 1993 г.
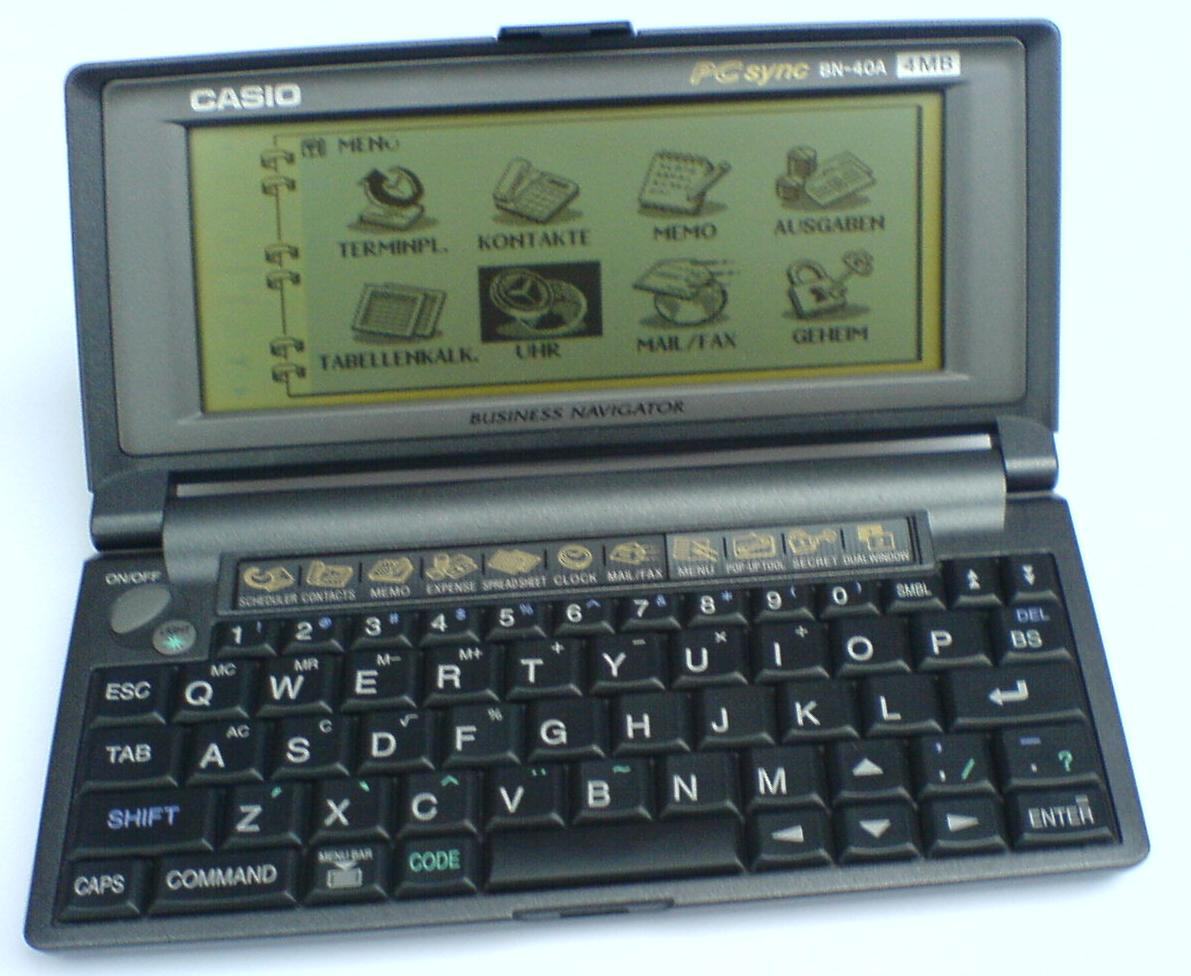
Бизнес-навигатор Casio BN-40A.
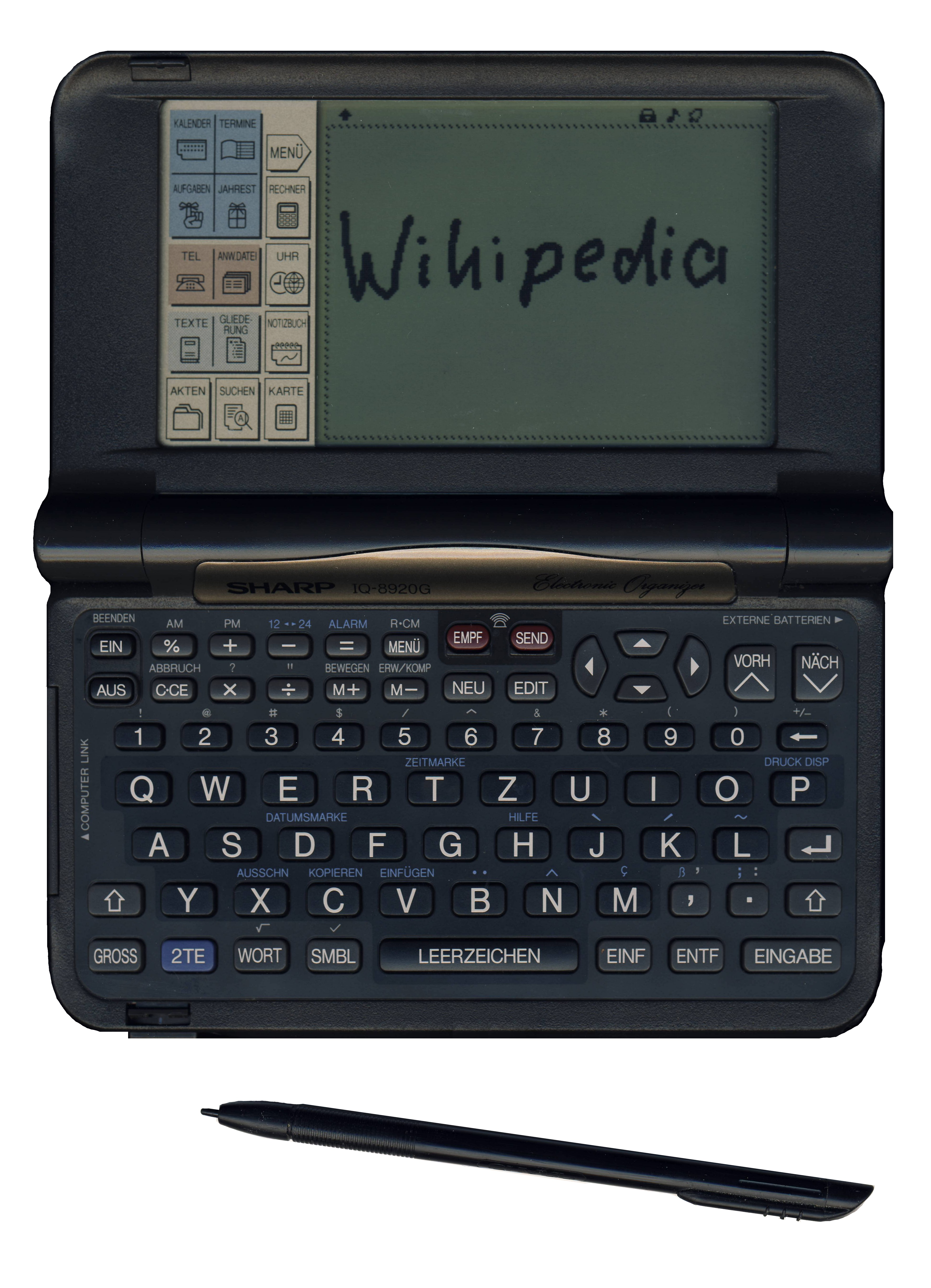
Модель Sharp IQ-8920,  с QWERTY-клавиатурой и полноценным и сенсорным экраном
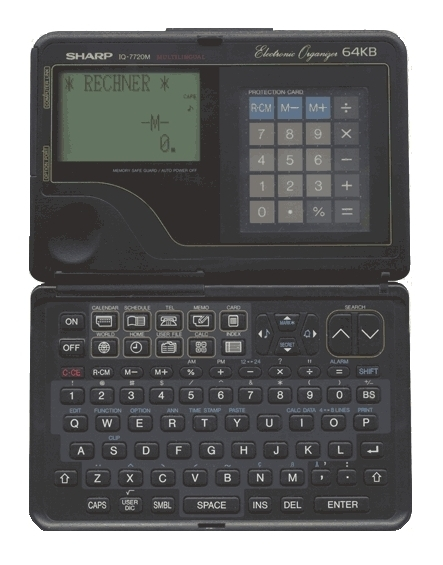
Модель Sharp IQ-7720 с дополнительным ЖК-дисплеем и сенсорным экраном
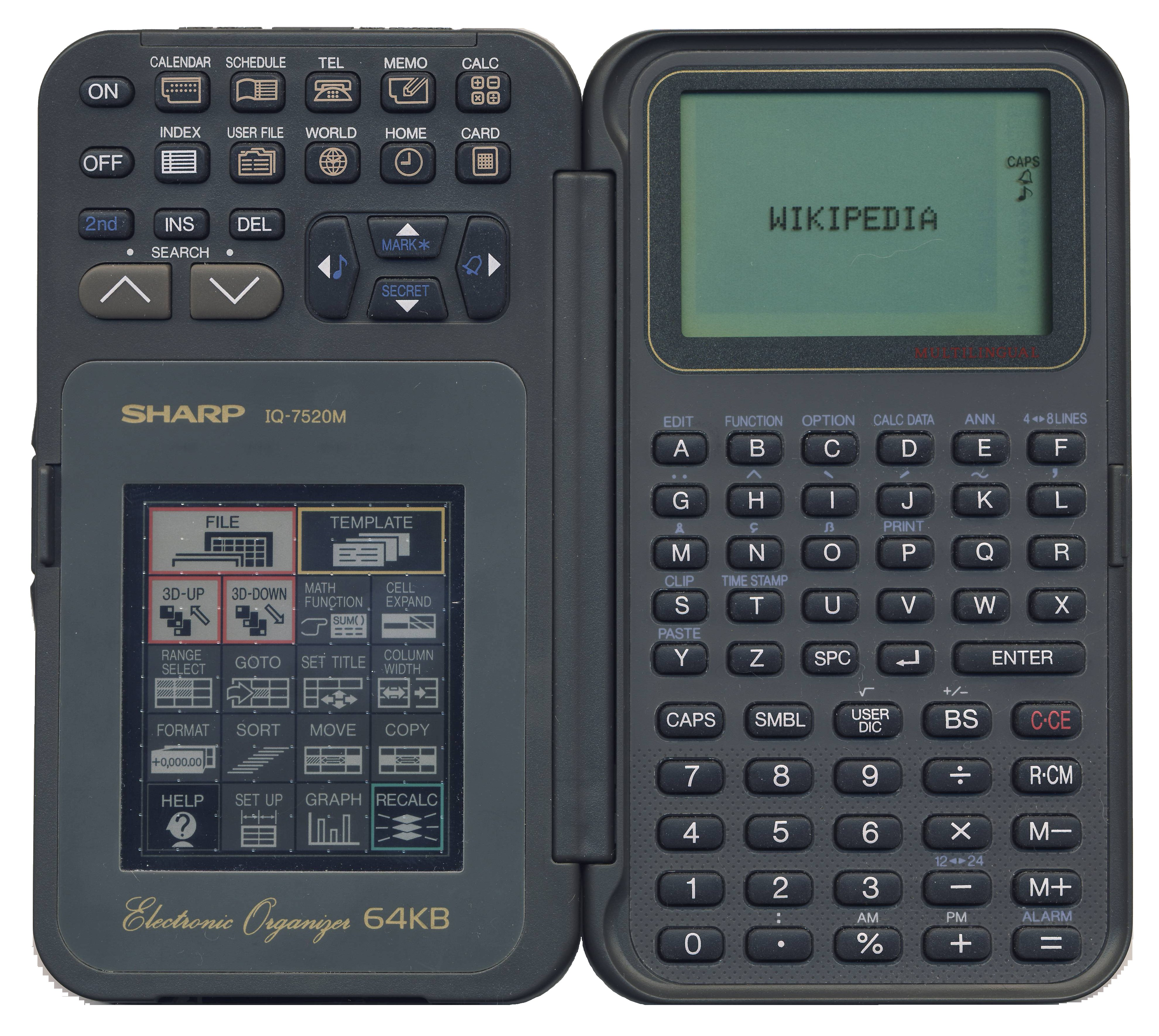
Sharp IQ7520M. Энергоэфективное устройство - один комплект батареек позволял работать несколько месяцев)
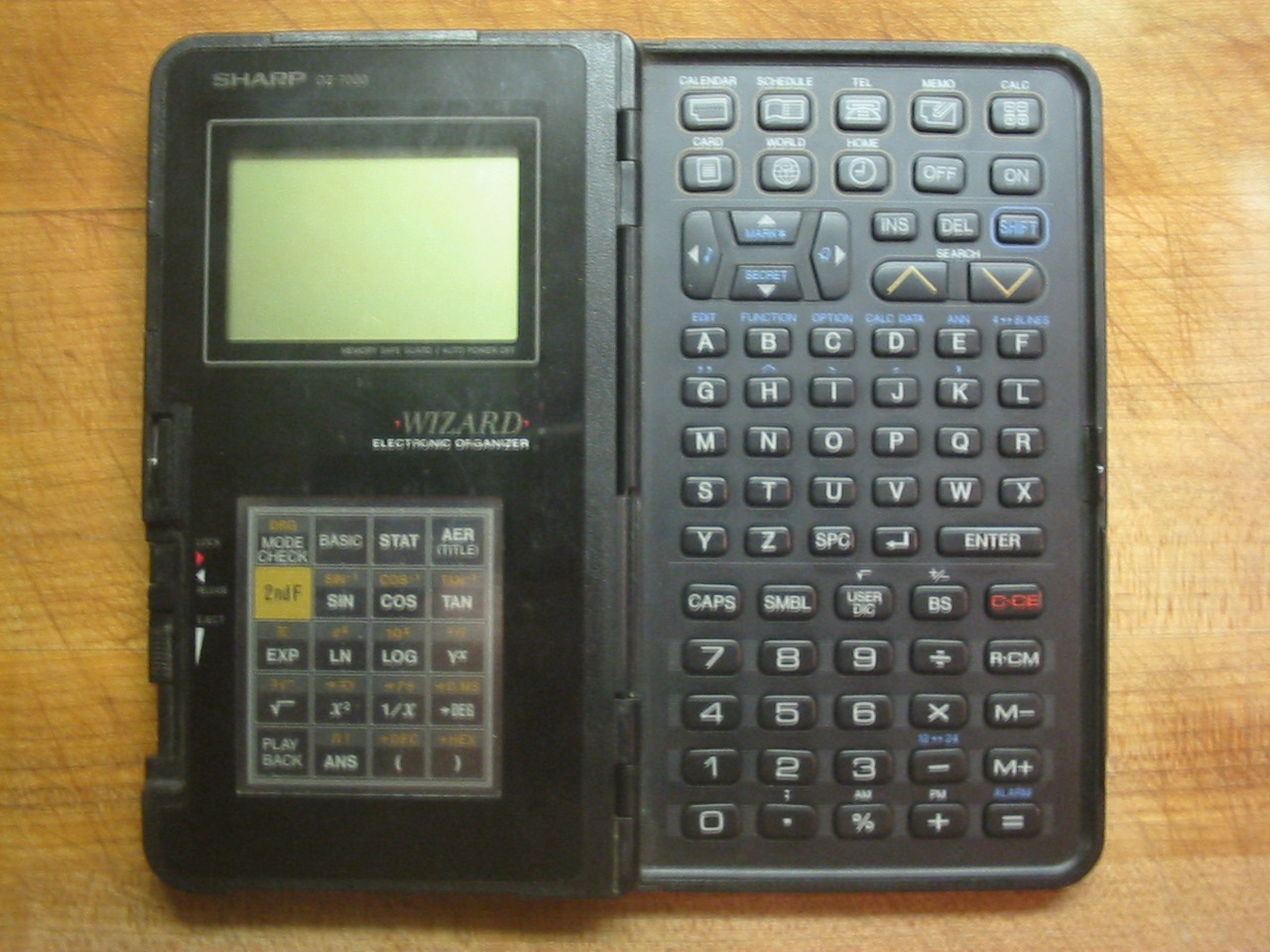
Sharp OZ-7000. Модель, выпущенная в Европе и Америке, и путем замены смарт-карт можно было использовать различные функции. Такие функции, как калькулятор, планировщик и адресная книга, были аналогичны более поздним мобильным информационным терминалам, но емкость памяти была не такой большой.
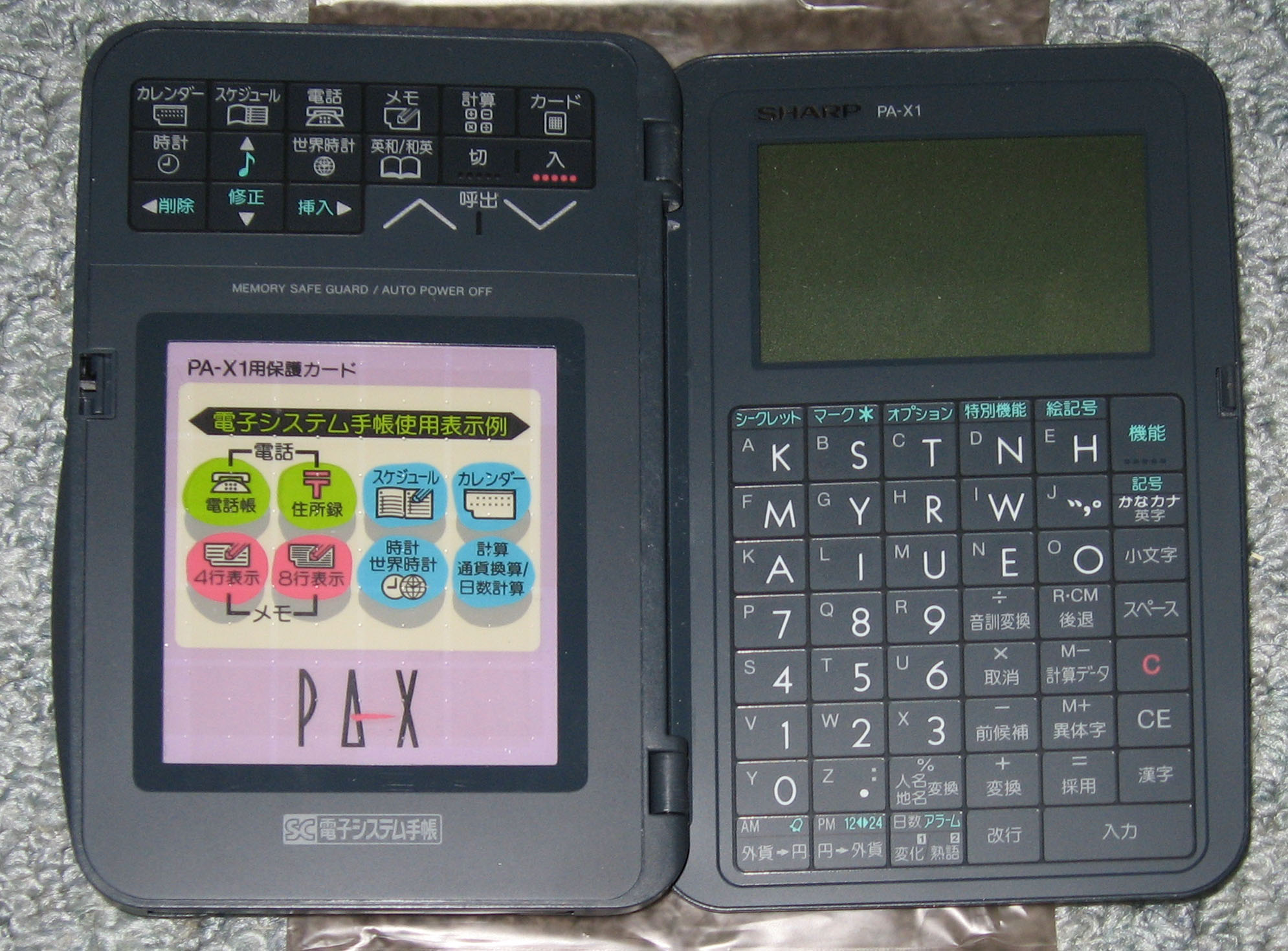
Sharp PA-X1 на японском языке. Емкость хранилища 32 КБ. При обмене смарт-карты, пользователи смогли использовать различные приложения, такие как игры и словари.
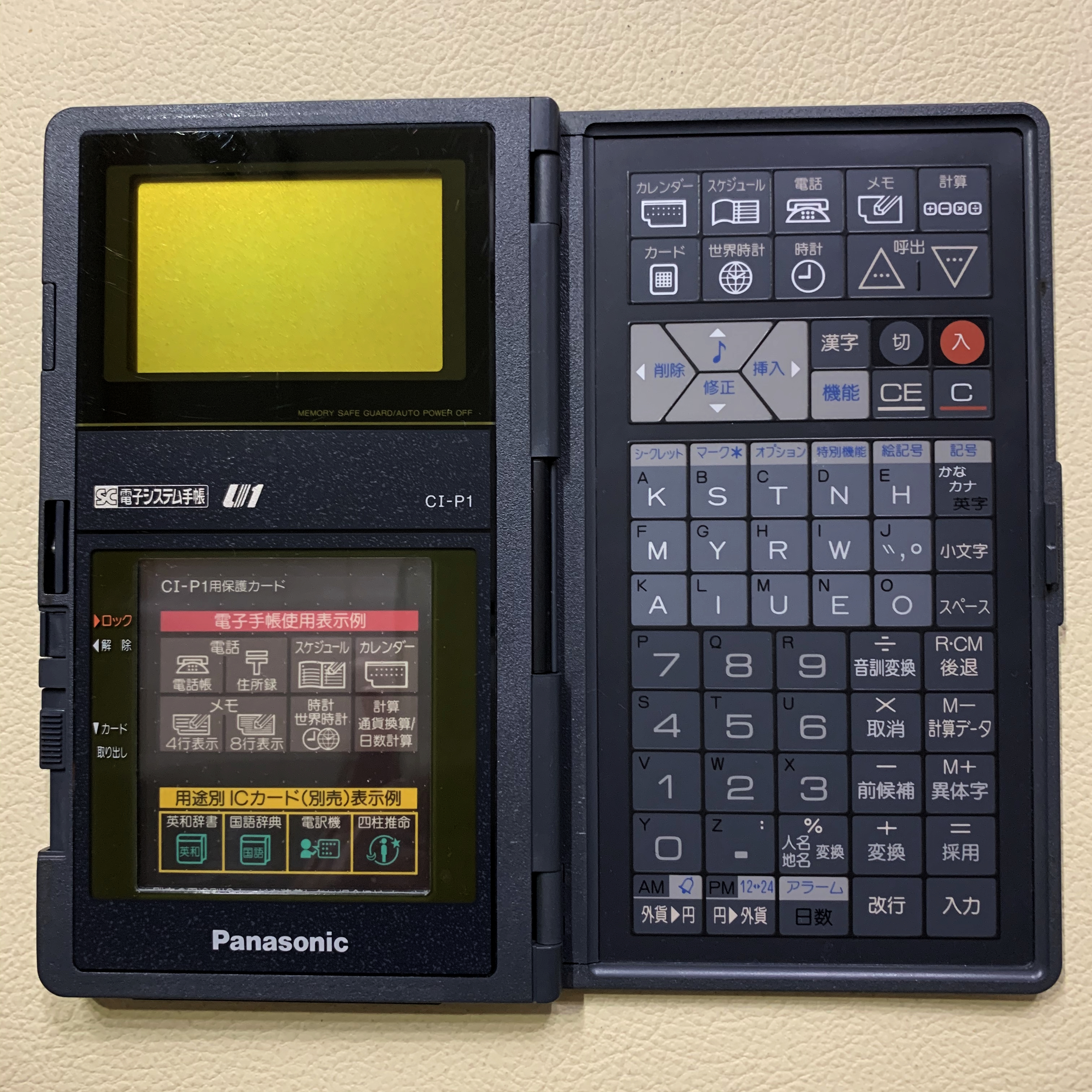
Модель Panasonic CI-P1 на японском языке. Емкость памяти 32 КБ. Есть возможность увеличить емкость хранилища и использовать различные приложения, заменив смарт-карту.